# هيلفارينبيك
هيلفارينبيك Hilvarenbeek  بلدية وبلدة بمقاطعة شمال برابنت، جنوبي هولندا.

## طوبوغرافيا
خريطة طوبوغرافية هولندية لبلدية هيلفارينبيك، يونيو 2015، (تقرأ بعد ثلاث نقرات على الخريطة).